# دهستان سپیدار (خانمیرزا)
دهستان سپیدار، یکی از دهستان‌های بخش ارمند شهرستان خانمیرزا در استان چهارمحال و بختیاری ایران است. مرکز این دهستان، روستای شهرک سونک است.

## جمعیت
بر پایه سرشماری عمومی نفوس و مسکن در سال ۱۳۹۵، جمعیت دهستان سپیدار برابر با ۶٬۶۳۸ نفر بوده‌است.